# تأثير الشكل المصغر

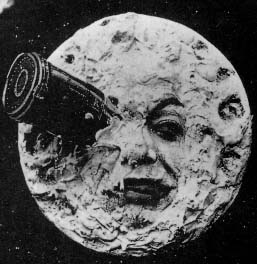
من أوائل النماذج المستخدمة في فيلم " A Trip to the Moon "

تأثير الصورة المصغرة هو من المؤثرات الخاصة التي تُسخدم في الأفلام والبرامج التلفزيونية باستخدام نماذج مصغرة. غالبًا ما يتم ذلك عن طريق دمج نماذج القياس تلك إما مع صور فوتوغرافية تم التقاطها بسرعة عالية أو مع لقطات الماتي (الطبقة) وبالتالي تظهر مشاهد مؤثرات الجاذبية وغيرها من المؤثرات الخاصة مقنعة للمشاهد. تم استبدال الأشكال المصغرة بصور تم إنشاءها بالحاسوب في السينما المعاصرة.
عندما تظهر الأشكال المصغرة في مقدمة اللقطة، غالبًا ما تكون قريبة جدًا من عدسة الكاميرا - على سبيل المثال عندما تستخدم خلفيات مطلية بطلاء غير لامع. نظرًا لأن التعريض الضوئي مضبوط على المجسم الذي يتم تصويره بحيث يظهر الممثلون بإضاءة جيدة، يجب أن يكون الشكل المصغر مضاءً بشكل زائد من أجل موازنة التعريض الضوئي وإزالة أي اختلافات مرئية في عمق مجال الرؤية. يشار إلى هذا الاستخدام المصغر في المقدمة على أنه منظور إجباري. شكل آخر من أشكال التأثير المصغر يستخدم الرسوم المتحركة المستخدِمة لتقنية إيقاف الحركة.
يعود استخدام النماذج المصغرة في إنشاء المؤثرات المرئية من قِبل صناعة الترفيه إلى الأيام الأولى للسينما. النماذج والأشكال المصغرة هي نسخ من الأشخاص والحيوانات والمباني والأماكن والمجسمات. تُستخدم الأشكال المصغرة أو النماذج لتمثيل أشياء غير موجودة بالفعل، أو باهظة الثمن، أو يصعب تصويرها في الواقع، مثل الانفجارات أو الفيضانات أو الحرائق.

## من عام 1900 حتى منتصف الستينيات
استخدم المخرج الفرنسي جورج ميلييه مؤثرات خاصة في فيلمه عام 1902 Le Voyage dans la Lune (رحلة إلى القمر) - بما في ذلك التعرض المزدوج والشاشات المنقسمة والأشكال المصغرة وتقنية توقيف الحركة.
بعض من أشهر الأفلام المرئية والمستَخدِمة للمؤثرات البصرية في السنوات القريبة الماضية مثل متروبوليس (1927)، المواطن كين (1941)، غودزيلا (1954) الوصايا العشر (1956)،  كينغ كونغ (1933) استُخدم فيها تأثير الأشكال المصغرة على نطاق واسع بما في ذلك النماذج المصغرة وتقنية إيقاف الحركة لتصوير وتحريك الأشكال المصغرة.

## منتصف الستينيات

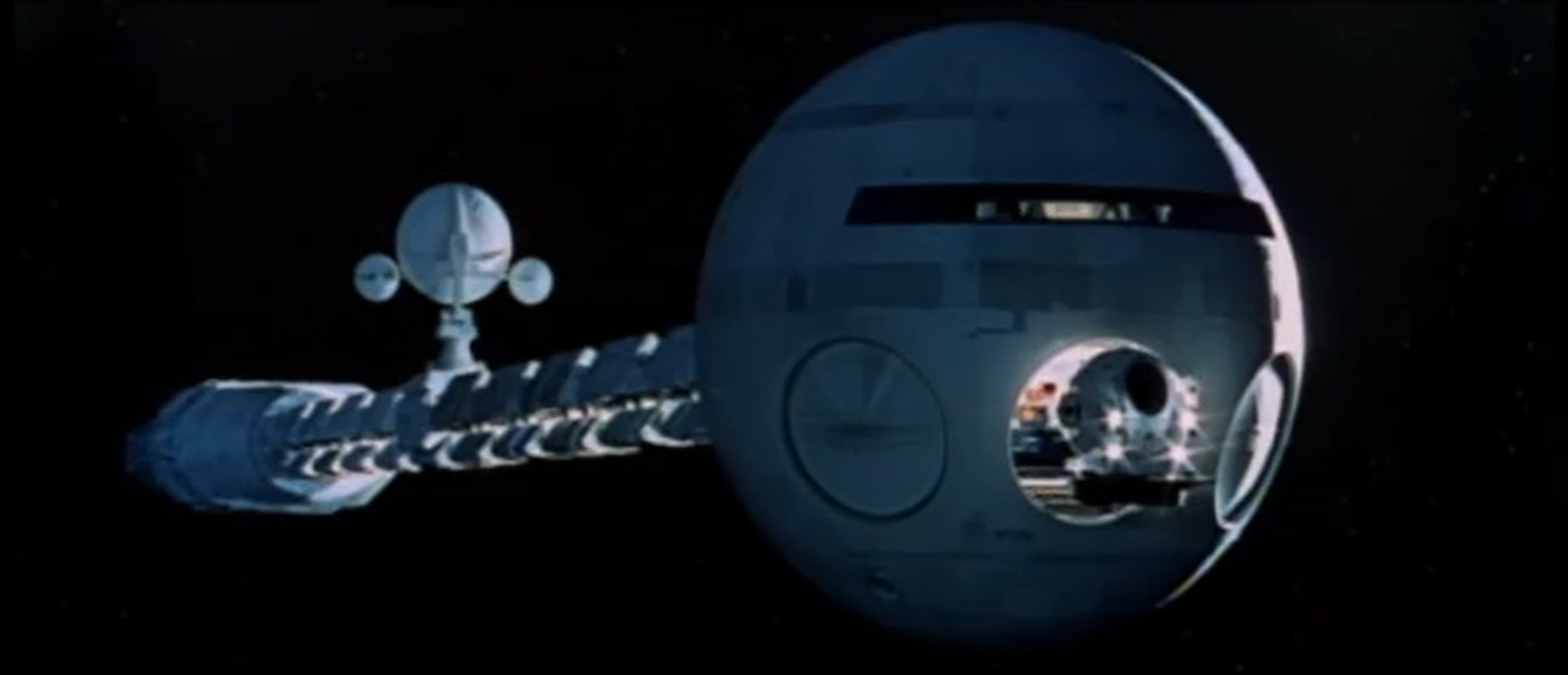
لقطة من فيلم 2001: ملحمة الفضاء حيث استُخدمت فيها مؤثرات خاصة مبنية على اللأشكال المصغرة من: USSC Discovery One تنشر EVA Pod.

كان استخدام الأشكال المصغرة في فيلم 2001: ملحمة الفضاء  تطورًا كبيرًا في عالم الأفلام. الفيلم الذي استغرق تصويره ثلاث سنين، كان بمثابة تقدم كبير في إنشاء نماذج شبه واقعية ومقنعة.
في أوائل السبعينيات، كانت الأشكال المصغرة تُستخدم عادةً لتصوير الكوارث في أفلام مثل مغامرة بوسيدون (1972)، والزلزال (1974) و الجحيم المرتفع (1975).
شهد ظهور الأفلام من نوع الخيال العلمي في أواخر السبعينيات تطورًا في تصنيع الأشكال المصغر، وفتح آفاقًا جديدة لأفلام مثل لقاءات قريبة من النوع الثالث (1977)، حرب النجوم (أيضًا 1977)، فضائي (1979)، ستار تريك: الفيلم السينمائي (1979) وبليد رنر (1982). من أهم تسلسلات الأحداث في عالم الأفلام مثل انفجار شاحنة الصهريج في فيلم المبيد (1984) وتدمير الجسر في أكاذيب حقيقية (1994) تمت من خلال استخدام الأشكال المصغرة على نطاق واسع.

## تم استبدالها إلى حد كبير بـ CGI
كان إصدار فيلم الحديقة الجوراسية (1993) نقطة تحول في استخدام أجهزة الكمبيوتر لإنشاء تأثيرات تم استخدام الأشكال المصغرة المادية لها سابقًا.
في حين أن استخدام الصور التي تم إنشاؤها بالكمبيوتر (CGI) قد تجاوز إلى حد كبير استخدامها منذ ذلك الحين، إلا أنها لا تزال تستخدم في كثير من الأحيان، لا سيما في المشاريع التي تتطلب التفاعل الجسدي مع النيران أو الانفجارات أو الماء.
من الأمثلة للأفلام الناجحة والتي استخُدمت فيها النماذج المصغرة في الكثير من مؤثراتها البصرية:
يوم الاستقلال (1996)، وتيتانيك (1997)، وغودزيلا (1998)، والثلاثية المكملة لأفلام <i id="mwYA">حرب النجوم الأولى</i>  (1999-2005)، وثلاثية سيد الخواتم (2001-3)، وكازينو رويال (2006) وفارس الظلام  (2008) واستهلال (2010) وبين النجوم  (2014)

## التقنيات
- النجارة
- تصنيع البلاستيك
- تشكيل الفراغ
- صنع القالب والصب
- الألياف الزجاجية
- اللحام
- النماذج الأولية السريعة
- قطع بالليزر
- النقش الحمضي للمعادن
- التشغيل الآلي
- تحويل مجسم إلى مجسم آخر عن طريق إعادة تشكيل، أو دمج القطع المختلفة
- إضاءة، وتوصيل الكهرباء للنماذج المصغّرة
- التصوير (فنون تشكيلية)
- التصوير بالتحكم في الحركة

## صانعو النماذج البارزون
- ستيف جاولي حرب النجوم [11] سارقو التابوت الضائع.
- جريج جين: لقاءات قريبة من النوع الثالث، ستار تريك: الجيل التالي.
- ديفيد جونز: حرب النجوم، صيد أكتوبر الأحمر.
- مايكل جويس: المبيد، يوم الاستقلال.
- باتريك ماكلونج: الإمبراطورية تعيد الضربات، فضائيون، الهاوية، أكاذيب حقيقية.
- لورن بيترسون: حرب النجوم، [12] حرب العوالم.
- بريك برايس: الهاوية.
- مارك ستيتسون: بليد رانر، موت قاسي، العنصر الخامس، سيد الخواتم.
- ريتشارد تايلور: سيد الخواتم، الربان والقائد: الجانب البعيد عن الوطن.
- حلقات حرب النجوم 1 - 6 نسخة لورن بيترسون، سارقو التابوت الضائع، حرب النجوم غالاكتيكا.
- جرانت ماكيون: حرب النجوم، حرب النجوم غالاكتيكا، ستار تريك: الفيلم السينمائي.
- إيان هانتر: فارس الظلام، موت قاسي 4، سجلات نارنيا: الأسد، الساحرة وخزانة الملابس.
- ماثيو جراتزنر: الطيار، الراعي الصالح، ظلام دامس، فضائي: القيامة.
- سيلاس بولس
- دانيال فرينش
- لي تووك: شفرة دافنشي، إيماجيناريوم للدكتور بارناسوس.

## شركات تأثير الصورة المصغرة
- خدمات إنتاج السينما
- نسيم
- الخيال الثاني لمؤثرات الأفلام
- جرانت ماكيون للتصميم
- استوديوهات الصفقة الجديدة
- فيجن كرو اللامحدودة
- ورشة ويتا
- أعمال العجائب
- ماجيكون GmbH
- تأثيرات الماتي والأشكال المصغرة (المملكة المتحدة)